# Thraupis abbas
Thraupis abbas е вид птица от семейство Тангарови (Thraupidae).

## Разпространение
Видът е разпространен в Белиз, Гватемала, Мексико, Никарагуа, Салвадор и Хондурас.